# Campionati europei di atletica leggera 2022 - Eptathlon
La specialità dell'Eptathlon femminile dei campionati europei di atletica leggera 2022 si è svolta il 17 e il 18 agosto all'Olympiastadion di Monaco di Baviera, in Germania.

## Podio
| Pos.    | Atleta           | Nazionalità | Tempo                                                                                      | Note             |
| ------- | ---------------- | ----------- | ------------------------------------------------------------------------------------------ | ---------------- |
| Oro     | Nafissatou Thiam | Belgio      | 6628 p. 13"34 (-0,5) - 1,98 m - 14,95 m - 24"64 (+0,6) / 6,08 m (-0,4) - 48,89 m - 2'17"95 |                  |
| Argento | Adrianna Sułek   | Polonia     | 6532 p. 13"94 (-0,5) - 1,89 m - 14,18 m - 24"54 (-0,2) / 6,55 m (+1,0) - 42,86 m - 2'09"49 |                  |
| Bronzo  | Annik Kälin      | Svizzera    | 6515 p. 13"23 (-0,5) - 1,74 m - 13,56 m - 24"14 (-0,2) / 6,73 m (+0,3) - 46,72 m - 2'13"73 | Record nazionale |

## Situazione pre-gara

### Record
Prima di questa competizione, il record del mondo (RM), il record europeo (EU) e il record dei campionati (RC) erano i seguenti.
| Record                | Prestazione                                                                                     | Atleta                           | Data                                  | Competizione   |
| --------------------- | ----------------------------------------------------------------------------------------------- | -------------------------------- | ------------------------------------- | -------------- |
| Record mondiale       | 7291 punti 12"69 (+0.8) - 1,86 m - 15,80 m - 22"56 (+1.6) / 7,27 m (+0.7) - 45,66 m - 2'08"51   | Jackie Joyner-Kersee Stati Uniti | 24 settembre 1988 Seul, Corea del Sud | Olimpiadi 1988 |
| Record europeo        | 7032 punti 13"15 (+0.1) - 1,95 m - 14,81 m - 23"38 (+0.3) / 6,85 m (+1.0) - 47,98 m - 2'12"56   | Carolina Klüft Svezia            | 26 agosto 2007 Osaka, Giappone        | Mondiali 2007  |
| Record dei campionati | 6823 punti 12"95 (-1.0) - 1,89 m - 14,05 m - 23.21 (-0.3) / 6,43 m (+1.1) - 46,71 m - 2'10"18 ) | Jessica Ennis-Hill Gran Bretagna | 31 luglio 2010 Barcellona, Spagna     | Europei 2010   |

### Campione in carica
La campionessa europea in carica era:
| Campione | Atleta                  | Prestazione                                                                                | Data                             | Competizione | Note                                    |
| -------- | ----------------------- | ------------------------------------------------------------------------------------------ | -------------------------------- | ------------ | --------------------------------------- |
| Europeo  | Nafissatou Thiam Belgio | 6816 p. 13"69 (+0.4) - 1,91 m - 15,35 m - 24"81 (+0.4) / 6,60 m (+1.1) - 57,91 m - 2'19"35 | 10 agosto 2018 Berlino, Germania | Europei 2018 | Miglior prestazione mondiale stagionale |

### La stagione
Prima di questa gara, le atlete europee con le migliori tre prestazioni dell'anno erano:
| Pos. | Atleta                   | Prestazione                                                                                    | Data                                         |
| ---- | ------------------------ | ---------------------------------------------------------------------------------------------- | -------------------------------------------- |
| 1    | Nafissatou Thiam Belgio  | 6947 p. ( 13"21 (+1.4) - 1,95 m - 15,03 m - 24"39 (+1.5) / 6,59 m (-1.8) - 53,01 m - 2'13"00 ) | 18 luglio 2022 Eugene, Stati Uniti d'America |
| 2    | Anouk Vetter Paesi Bassi | 6867 p. ( 13"30 (+0.7) - 1,80 m - 16,25 m - 23"73 (+1.4) / 6,52 m (+0.3) - 58,29 m - 2'20"09 ) | 18 luglio 2022 Eugene, Stati Uniti d'America |
| 3    | Adrianna Sułek Polonia   | 6672 p. ( 13.28 (+0.7) - 1,89 m - 14,13 m - 23.77 (+1.4) / 6,43 m (+0.8) - 41,63 m - 2'07"18 ) | 18 luglio 2022 Eugene, Stati Uniti d'America |

## Risultati

### Turni eliminatori
| 4Batterie e gruppi | 17 agosto | 29 iscritti    | Si svolgono le gare dei m. 100 ostacoli, salto in alto, getto del peso, m. 200 piani          |
| 3Batterie e gruppi | 18 agosto | 20 concorrenti | La seconda giornata si svolgono le gare: salto in lungo, lancio del giavellotto, m. 800 piani |

### 100 metri ostacoli
| Migliore prestazione mondiale       | Jessica Ennis-Hill | 12"54 | Londra, Gran Bretagna | 3 agosto 2012    |              |
| Migliore prestazione europea        | Jessica Ennis-Hill | 12"54 | Londra, Gran Bretagna | 3 agosto 2012    |              |
| Migliore prestazione dei Campionati | Sabine Möbius      | 12"89 | Atene, Grecia         | 6 settembre 1982 | Europei 1982 |

La prova si è svolta a partire dalle 10:30 del 17 agosto.

#### Batteria 1
| Pos | Corsia | Atleta            | Nazionalità | Risultato | Punti | Note                                     |
| --- | ------ | ----------------- | ----------- | --------- | ----- | ---------------------------------------- |
| 1   | 2      | Ivona Dadic       | Austria     | 13"70     | 1021  | Miglior prestazione personale stagionale |
| 2   | 1      | María Vicente     | Spagna      | 13"84     | 1001  | Miglior prestazione personale stagionale |
| 3   | 7      | Dorota Skřivanová | Rep. Ceca   | 13"92     | 990   |                                          |
| 4   | 8      | Claudia Conte     | Spagna      | 14"10     | 964   |                                          |
| 5   | 4      | Paulina Ligarska  | Polonia     | 14"22     | 947   |                                          |
| 6   | 3      | Yuliya Loban      | Ucraina     | 14"36     | 928   |                                          |
| 7   | 6      | Bianca Salming    | Svezia      | 14"37     | 927   |                                          |
| -   | 5      | Kate O'Connor     | Irlanda     | dns       | dns   | dns                                      |

#### Batteria 2
| Pos | Corsia | Atleta            | Nazionalità   | Risultato | Punti | Note                                     |
| --- | ------ | ----------------- | ------------- | --------- | ----- | ---------------------------------------- |
| 1   | 8      | Carolin Schäfer   | Germania      | 13"39     | 1066  | Miglior prestazione personale stagionale |
| 2   | 1      | Jade O'Dowda      | Gran Bretagna | 13"72     | 1018  | (.711)                                   |
| 2   | 3      | Sophie Weißenberg | Germania      | 13"72     | 1018  | (.711)                                   |
| 4   | 2      | Sveva Gerevini    | Italia        | 13"73     | 1017  |                                          |
| 5   | 4      | Holly Mills       | Gran Bretagna | 13"74     | 1015  | (.737)                                   |
| 6   | 6      | Saga Vanninen     | Finlandia     | 13"74     | 1015  | (.740)                                   |
| 7   | 7      | Sofie Dokter      | Paesi Bassi   | 13"81     | 1005  |                                          |
| -   | 5      | Emma Oosterwegel  | Paesi Bassi   | dns       | 0     |                                          |

#### Batteria 3
| Pos | Corsia | Atleta           | Nazionalità | Risultato | Punti | Note     |
| --- | ------ | ---------------- | ----------- | --------- | ----- | -------- |
| 1   | 7      | Annik Kälin      | Svizzera    | 13"23     | 1090  |          |
| 2   | 5      | Noor Vidts       | Belgio      | 13"29     | 1081  |          |
| 3   | 3      | Nafissatou Thiam | Belgio      | 13"34     | 1074  |          |
| 4   | 4      | Anouk Vetter     | Paesi Bassi | 13"37     | 1069  |          |
| 5   | 2      | Léonie Cambours  | Francia     | 13"52     | 1047  |          |
| 6   | 6      | Xénia Krizsán    | Ungheria    | 13"77     | 1011  | TR39.8.3 |
| 7   | 8      | Adrianna Sułek   | Polonia     | 13"94     | 987   | TR39.8.3 |

### Salto in alto
| Migliore prestazione mondiale       | Nafissatou Thiam | 2,02 m | Talence, Francia | 22 giugno 2019 |              |
| Migliore prestazione europea        | Nafissatou Thiam | 2,02 m | Talence, Francia | 22 giugno 2019 |              |
| Migliore prestazione dei Campionati | Nafissatou Thiam | 1,97 m | Zurigo, Svizzera | 14 agosto 2014 | Europei 2014 |

La specialità si è svolta a partire dalle 11:35 del 17 agosto.

#### Gruppo A
| Rank | Atleta            | Nazionalità | 1,62 m | 1,65 m | 1,68 m | 1,71 m | 1,74 m | 1,77 m | 1,80 m | 1,83 m | 1,86 m | 1,89 m | 1,92 m | 1,95 m | 1,98 m | 2,01 m  | Risultato | Punti | Note                                     |
| ---- | ----------------- | ----------- | ------ | ------ | ------ | ------ | ------ | ------ | ------ | ------ | ------ | ------ | ------ | ------ | ------ | ------- | --------- | ----- | ---------------------------------------- |
| 1    | Nafissatou Thiam  | Belgio      | –      | –      | –      | –      | –      | –      | o      | o      | o      | o      | xo     | o      | o      | xx rit. | 1,98 m    | 1211  | CB                                       |
| 2    | Adrianna Sułek    | Polonia     | –      | –      | –      | –      | o      | o      | o      | o      | xo     | o      | xxx    |        |        |         | 1,89 m    | 1093  |                                          |
| 3    | Bianca Salming    | Svezia      | –      | –      | –      | o      | o      | xo     | o      | xo     | xxo    | xxx    |        |        |        |         | 1,86 m    | 1054  | Miglior prestazione personale stagionale |
| 4    | Noor Vidts        | Belgio      | –      | –      | o      | o      | o      | xo     | xo     | xo     | xxx    |        |        |        |        |         | 1,83 m    | 1016  |                                          |
| 5    | Sophie Weißenberg | Germania    | –      | –      | –      | o      | xo     | o      | xo     | xxx    |        |        |        |        |        |         | 1,80 m    | 978   | =                                        |
| 6    | Sofie Dokter      | Paesi Bassi | –      | –      | o      | xxo    | o      | xo     | xo     | xxx    |        |        |        |        |        |         | 1,80 m    | 978   |                                          |
| 7    | Claudia Conte     | Spagna      | –      | –      | –      | o      | o      | xo     | xxo    | xxx    |        |        |        |        |        |         | 1,80 m    | 978   |                                          |
| 8    | Paulina Ligarska  | Polonia     | –      | –      | o      | o      | xxo    | o      | xxx    |        |        |        |        |        |        |         | 1,77 m    | 941   |                                          |
| 9    | Dorota Skřivanová | Rep. Ceca   | –      | –      | o      | xo     | o      | xo     | xxx    |        |        |        |        |        |        |         | 1,77 m    | 941   |                                          |
| 10   | Léonie Cambours   | Francia     | –      | –      | –      | o      | xxo    | xo     | xxx    |        |        |        |        |        |        |         | 1,77 m    | 941   |                                          |
| 11   | Anouk Vetter      | Paesi Bassi | –      | –      | o      | o      | xxx    |        |        |        |        |        |        |        |        |         | 1,71 m    | 867   |                                          |

#### Gruppo B
| 1  | Jade O'Dowda     | Gran Bretagna | –   | o   | o   | o   | xo  | o   | o   | xxo | rit. |     | 1,80 m | 978 | Miglior prestazione personale            |     |     |     |     |
| 2  | Ivona Dadic      | Austria       | –   | o   | o   | o   | xo  | o   | xxo | xxx |      |     | 1,77 m | 941 | Miglior prestazione personale stagionale |     |     |     |     |
| 3  | Xénia Krizsán    | Ungheria      | –   | o   | o   | xo  | xxo | o   | xxo | xxx |      |     | 1,77 m | 941 | Miglior prestazione personale stagionale |     |     |     |     |
| 4  | Annik Kälin      | Svizzera      | –   | –   | o   | o   | xo  | o   | xxx |     |      |     | 1,74 m | 903 |                                          |     |     |     |     |
| 4  | María Vicente    | Spagna        | –   | –   | o   | o   | xo  | o   | xxx |     |      |     | 1,74 m | 903 | Miglior prestazione personale stagionale |     |     |     |     |
| 6  | Yuliya Loban     | Ucraina       | –   | o   | xo  | o   | xo  | o   | xxx |     |      |     | 1,74 m | 903 | =                                        |     |     |     |     |
| 7  | Carolin Schäfer  | Germania      | –   | –   | o   | o   | o   | xo  | xxx |     |      |     | 1,74 m | 903 | Miglior prestazione personale stagionale |     |     |     |     |
| 7  | Saga Vanninen    | Finlandia     | –   | –   | o   | o   | o   | xo  | xxx |     |      |     | 1,74 m | 903 |                                          |     |     |     |     |
| 9  | Holly Mills      | Gran Bretagna | –   | –   | o   | xo  | o   | xxo | xxx |     |      |     | 1,74 m | 903 |                                          |     |     |     |     |
| 10 | Sveva Gerevini   | Italia        | o   | o   | o   | o   | xo  | xxx |     |     |      |     | 1,71 m | 867 | =                                        |     |     |     |     |
| -  | Kate O'Connor    | Irlanda       | dns | dns | dns | dns | dns | dns | dns | dns | dns  | dns | dns    | dns | dns                                      | dns | dns | dns | dns |
| -  | Emma Oosterwegel | Paesi Bassi   | dns | dns | dns | dns | dns | dns | dns | dns | dns  | dns | dns    | dns | dns                                      | dns | dns | dns | dns |

### Getto del peso
| Migliore prestazione mondiale       | Eva Wilms       | 20,79 m | Hannover, Germania Ovest | 28 agosto 1977   |              |
| Migliore prestazione europea        | Eva Wilms       | 20,79 m | Hannover, Germania Ovest | 28 agosto 1977   |              |
| Migliore prestazione dei Campionati | Beatrix Philipp | 17,95 m | Praga, Cecoslovacchia    | 2 settembre 1978 | Europei 1978 |

La specialità si è svolta a partire dalle 19:48 del 17 agosto.

#### Gruppo A
| Pos | Atleta           | Nazionalità | #1      | #2      | #3      | Risultato | Punti | Note                          |
| --- | ---------------- | ----------- | ------- | ------- | ------- | --------- | ----- | ----------------------------- |
| 1   | Anouk Vetter     | Paesi Bassi | 15,68 m | 15,08 m | x       | 15,68 m   | 907   |                               |
| 2   | Saga Vanninen    | Finlandia   | 15,08 m | 14,80 m | 14,73 m | 15,08 m   | 866   | Miglior prestazione personale |
| 3   | Nafissatou Thiam | Belgio      | 14,95 m | 14,89   | 14,81 m | 14,95 m   | 858   |                               |
| 4   | Ivona Dadic      | Austria     | x       | 14,28 m | 14,31 m | 14,31 m   | 815   |                               |
| 5   | Bianca Salming   | Svezia      | 14,26 m | 13,74 m | 13,86 m | 14,26 m   | 811   |                               |
| 6   | Adrianna Sułek   | Polonia     | 13,33 m | 14,18 m | 13,95 m | 14,18 m   | 806   | Miglior prestazione personale |
| 7   | Xénia Krizsán    | Ungheria    | 14,02 m | x       | x       | 14,02 m   | 795   |                               |
| 8   | Yuliya Loban     | Ucraina     | 13,49 m | 13,82 m | 13,99   | 13,99 m   | 793   |                               |
| 9   | Noor Vidts       | Belgio      | 13,49 m | 13,80 m | 13,86 m | 13,86 m   | 785   |                               |
| 10  | Paulina Ligarska | Polonia     | 13,23 m | 13,78 m | 13,26 m | 13,78 m   | 779   |                               |
| -   | Emma Oosterwegel | Paesi Bassi | dns     | dns     | dns     | dns       | dns   | dns                           |

#### Gruppo B
| Pos | Atleta            | Nazionalità   | #1      | #2      | #3      | Risultato | Punti | Note                                     |
| --- | ----------------- | ------------- | ------- | ------- | ------- | --------- | ----- | ---------------------------------------- |
| 1   | Carolin Schäfer   | Germania      | 12,94 m | 13,68 m | 13,67 m | 13,68 m   | 773   |                                          |
| 2   | Annik Kälin       | Svizzera      | 13,56 m | 13,18 m | 13,12 m | 13,56 m   | 765   |                                          |
| 3   | María Vicente     | Spagna        | 12,37 m | 11.54 m | 13,53 m | 13,53 m   | 763   | Miglior prestazione personale            |
| 4   | Sophie Weißenberg | Germania      | 13,26 m | x       | x       | 13,26 m   | 745   |                                          |
| 5   | Dorota Skřivanová | Rep. Ceca     | 12,33 m | 12,82 m | 13,24 m | 13,24 m   | 743   |                                          |
| 6   | Holly Mills       | Gran Bretagna | 13,23 m | 13,02 m | 12,25 m | 13,23 m   | 743   |                                          |
| 7   | Jade O'Dowda      | Gran Bretagna | 11,91 m | 12,32 m | 12,98 m | 12,98 m   | 726   |                                          |
| 8   | Sofie Dokter      | Paesi Bassi   | 12,78 m | 12,60 m | 12,60 m | 12,78 m   | 713   |                                          |
| 9   | Sveva Gerevini    | Italia        | 11,82 m | 12,12 m | 12,15 m | 12,15 m   | 671   | Miglior prestazione personale stagionale |
| 10  | Léonie Cambours   | Francia       | 11,33 m | 11,76 m | 11,95 m | 11,95 m   | 658   |                                          |
| 11  | Claudia Conte     | Spagna        | 11,51 m | 11,19 m | –       | 11,51 m   | 629   |                                          |
| -   | Kate O'Connor     | Irlanda       | dns     | dns     | dns     | dns       | dns   | dns                                      |

### 200 metri
| Migliore prestazione mondiale       | Jackie Joyner-Kersee      | 22"30 | Indianapolis, Stati Uniti d'America | 15 luglio 1988 | Olimpiadi 1988 |
| Migliore prestazione europea        | Dafne Schippers           | 22"35 | Götzis, Austria                     | 31 maggio 2004 |                |
| Migliore prestazione dei Campionati | Katarina Johnson-Thompson | 22"88 | Berlino, Germania                   | 9 agosto 2018  | Europei 2018   |

La prova di velocità si è svolta a partire dalle 21:10 del 17 agosto.

#### Batteria 1
| Pos | Corsia | Nome             | Nazionalità | Tempo | Punti | Note     |
| --- | ------ | ---------------- | ----------- | ----- | ----- | -------- |
| 1   | 3      | Paulina Ligarska | Polonia     | 24"72 | 913   |          |
| 2   | 5      | Xénia Krizsán    | Ungheria    | 24"74 | 911   |          |
| 3   | 8      | Yuliya Loban     | Ucraina     | 25"68 | 825   |          |
| 4   | 7      | Bianca Salming   | Svezia      | 26"04 | 794   |          |
| -   | 6      | Ivona Dadic      | Austria     | dq    | 0     | TR17.4.3 |
| -   | 4      | Claudia Conte    | Spagna      | dns   | dns   | dns      |
| -   | 2      | Kate O'Connor    | Irlanda     | dns   | dns   | dns      |

#### Batteria 2
| Pos | Corsia | Nome              | Nazionalità   | Tempo | Punti | Note                                     |
| --- | ------ | ----------------- | ------------- | ----- | ----- | ---------------------------------------- |
| 1   | 1      | Carolin Schäfer   | Germania      | 24"16 | 965   | Miglior prestazione personale stagionale |
| 2   | 3      | Dorota Skřivanová | Rep. Ceca     | 24"45 | 938   |                                          |
| 3   | 4      | Nafissatou Thiam  | Belgio        | 24"64 | 920   |                                          |
| 4   | 5      | Léonie Cambours   | Francia       | 24"73 | 912   |                                          |
| 5   | 2      | Jade O'Dowda      | Gran Bretagna | 24"80 | 905   |                                          |
| 6   | 6      | Saga Vanninen     | Finlandia     | 25"01 | 886   |                                          |
| 7   | 7      | Holly Mills       | Gran Bretagna | 25"11 | 877   |                                          |
| -   | 8      | Emma Oosterwegel  | Paesi Bassi   | dns   | dns   | dns                                      |

#### Batteria 3
| Pos | Corsia | Nome              | Nazionalità | Tempo | Punti | Note   |
| --- | ------ | ----------------- | ----------- | ----- | ----- | ------ |
| 1   | 5      | Anouk Vetter      | Paesi Bassi | 24"00 | 981   |        |
| 2   | 4      | Annik Kälin       | Svizzera    | 24"14 | 967   | (.131) |
| 3   | 6      | Noor Vidts        | Belgio      | 24"14 | 967   | (.138) |
| 4   | 2      | Sophie Weißenberg | Germania    | 24"16 | 965   |        |
| 5   | 3      | María Vicente     | Spagna      | 24"18 | 963   |        |
| 6   | 1      | Sveva Gerevini    | Italia      | 24"30 | 952   |        |
| 7   | 7      | Adrianna Sułek    | Polonia     | 24"54 | 929   |        |
| 8   | 8      | Sofie Dokter      | Paesi Bassi | 24"57 | 927   |        |

### Salto in lungo
| Migliore prestazione mondiale       | Jackie Joyner-Kersee | 7,27 m | Seul, Corea del Sud       | 24 settembre 1988 | Olimpiadi 1988 |
| Migliore prestazione europea        | Carolina Klüft       | 6,97 m | Tallinn, Estonia          | 4 luglio 2004     |                |
| Migliore prestazione dei Campionati | Anke Behmer          | 6,79 m | Stoccarda, Germania Ovest | 30 agosto 1986    | Europei 1986   |

La specialità si è svolta a partire dalle 9:25 del 18 agosto.

#### Gruppo A
| Pos | Atleta            | Nazionalità | #1          | #2          | #3          | Risultato   | Punti | Note                                     |
| --- | ----------------- | ----------- | ----------- | ----------- | ----------- | ----------- | ----- | ---------------------------------------- |
| 1   | Sveva Gerevini    | Italia      | 5,90 m -0,5 | 6,21 m +1,2 | x +1,0      | 6,21 m +1,2 | 915   | Miglior prestazione personale            |
| 2   | Xénia Krizsán     | Ungheria    | 6,15 m -0,2 | x -0,2      | x +0,6      | 6,15 m -0,2 | 896   |                                          |
| 3   | Paulina Ligarska  | Polonia     | 6,00 m -0,5 | x +0,4      | 5,87 m +1,2 | 6,00 m -0,5 | 850   |                                          |
| 4   | Yuliya Loban      | Ucraina     | x +1,3      | 6,00 m +0,4 | 5,82 m +0,4 | 6,00 m +0,4 | 850   | Miglior prestazione personale            |
| 5   | Saga Vanninen     | Finlandia   | 5,86 m +0,1 | x +0,2      | 5,99 m -0,3 | 5,99 m -0,3 | 846   |                                          |
| 6   | Bianca Salming    | Svezia      | x +0,1      | 5,83 m +0,1 | 5,45 m -1,2 | 5,83 m +0,1 | 798   | Miglior prestazione personale stagionale |
| 7   | Sofie Dokter      | Paesi Bassi | 5,82 m -0,7 | x +0,6      | x +0,3      | 5,82 m -0,7 | 795   |                                          |
| 7   | Carolin Schäfer   | Germania    | 5,82 m -0,6 | x +1,0      | x +1,7      | 5,82 m -0,6 | 795   |                                          |
| -   | Dorota Skřivanová | Rep. Ceca   | x +0,9      | x -0,4      | x +1,0      | nm          | 0     |                                          |
| -   | Ivona Dadic       | Austria     | dns         | dns         | dns         | dns         |       |                                          |

#### Gruppo B
| Pos | Atleta            | Nazionalità   | #1          | #2          | #3          | Risultato   | Punti | Note                          |
| --- | ----------------- | ------------- | ----------- | ----------- | ----------- | ----------- | ----- | ----------------------------- |
| 1   | Annik Kälin       | Svizzera      | x 0,0       | 6.73 m +0,3 | x +0,1      | 6.73 m +0,3 | 1082  | Miglior prestazione personale |
| 2   | Adrianna Sułek    | Polonia       | x +0,3      | x +0,4      | 6.55 m +1,0 | 6.55 m +1,0 | 1023  | Miglior prestazione personale |
| 3   | Sophie Weißenberg | Germania      | 6.11 m -1,3 | 6.01 m +0,1 | 6.35 m +1,2 | 6.35 m +1,2 | 959   |                               |
| 4   | Noor Vidts        | Belgio        | 6.31 m +0,5 | 6.21 m +1,0 | x +1,1      | 6.31 m +0,5 | 946   |                               |
| 5   | Jade O'Dowda      | Gran Bretagna | 6.27 m -0,2 | x +0,5      | x +0,8      | 6.27 m -0,2 | 934   |                               |
| 5   | Anouk Vetter      | Paesi Bassi   | x -0,8      | 6.27 +1,0   | x +1,0      | 6,27 m +1,0 | 934   |                               |
| 7   | Nafissatou Thiam  | Belgio        | 6.08 m -0,4 | x +0,8      | x +1,0      | 6.08 m -0,4 | 874   |                               |
| 8   | Holly Mills       | Gran Bretagna | 5.72 m -0,6 | x +1,1      | x 0,0       | 5.72 m -0,6 | 765   |                               |
| -   | Léonie Cambours   | Francia       | x +0,9      | x +0,3      | x +0,4      | nm          | 0     |                               |
| -   | María Vicente     | Spagna        | x +0,3      | x -0,3      | x +1,3      | nm          | 0     |                               |

### Lancio del giavellotto
| Migliore prestazione mondiale       | Barbora Špotáková | 60,90 m | Talence, Francia  | 16 settembre 2012 |              |
| Migliore prestazione europea        | Barbora Špotáková | 60,90 m | Talence, Francia  | 16 settembre 2012 |              |
| Migliore prestazione dei Campionati | Nafissatou Thiam  | 57,91 m | Berlino, Germania | 10 agosto 2018    | Europei 2018 |

La specialità si è svolta a partire dalle 11:36 del 18 agosto.

#### Gruppo A
| Pos | Atleta            | Nazionalità   | #1      | #2      | #3      | Risultato | Punti | Note                                     |
| --- | ----------------- | ------------- | ------- | ------- | ------- | --------- | ----- | ---------------------------------------- |
| 1   | Yuliya Loban      | Ucraina       | 44,77 m | 42,73 m | 43,38   | 44,77 m   | 759   |                                          |
| 2   | Adrianna Sułek    | Polonia       | 40,39 m | 41,61 m | 42,86 m | 42,86 m   | 722   | Miglior prestazione personale            |
| 3   | Noor Vidts        | Paesi Bassi   | 38,06 m | 39,14 m | 41,82 m | 41,82 m   | 702   | Miglior prestazione personale            |
| 4   | Sveva Gerevini    | Italia        | 40,64 m | 37,94 m | x       | 40,64 m   | 680   | Miglior prestazione personale stagionale |
| 5   | Léonie Cambours   | Francia       | 35,31 m | 35,16 m | 36,35 m | 36,35 m   | 597   |                                          |
| -   | Sofie Dokter      | Paesi Bassi   | dns     | dns     | dns     | dns       | dns   | dns                                      |
| -   | Holly Mills       | Gran Bretagna | dns     | dns     | dns     | dns       | dns   | dns                                      |
| -   | Dorota Skřivanová | Rep. Ceca     | dns     | dns     | dns     | dns       | dns   | dns                                      |
| -   | María Vicente     | Spagna        | dns     | dns     | dns     | dns       | dns   | dns                                      |

#### Gruppo B
| Pos | Atleta            | Nazionalità   | #1      | #2      | #3      | Risultato | Punti | Note                                     |
| --- | ----------------- | ------------- | ------- | ------- | ------- | --------- | ----- | ---------------------------------------- |
| 1   | Xénia Krizsán     | Ungheria      | 50,38 m | 48,28 m | -       | 50,38 m   | 867   | Miglior prestazione personale stagionale |
| 2   | Carolin Schäfer   | Germania      | 50,18 m | 48,57 m | 50,03 m | 50,18 m   | 864   | Miglior prestazione personale stagionale |
| 3   | Bianca Salming    | Svezia        | 50,15 m | 47,66 m | x       | 50,15 m   | 863   | Miglior prestazione personale stagionale |
| 4   | Nafissatou Thiam  | Belgio        | x       | 48,89 m | 44,81 m | 48,89 m   | 839   |                                          |
| 5   | Sophie Weißenberg | Germania      | 45,86 m | 46,73 m | 44,78 m | 46,73 m   | 797   |                                          |
| 6   | Annik Kälin       | Svizzera      | 46,45 m | 46,72 m | 46,55 m | 46,72 m   | 797   |                                          |
| 7   | Saga Vanninen     | Finlandia     | 42,56 m | 43,95 m | 43,70 m | 43,95 m   | 743   |                                          |
| 8   | Paulina Ligarska  | Polonia       | 43,94 m | 42,68 m | x       | 43,94 m   | 743   |                                          |
| 9   | Jade O'Dowda      | Gran Bretagna | 41,04 m | 41,21 m | 38,41 m | 41,21 m   | 691   |                                          |
| -   | Anouk Vetter      | Paesi Bassi   | dns     | dns     | dns     | dns       | dns   | dns                                      |

### 800 metri
| Migliore prestazione mondiale       | Nadine Debois | 2'01"84 | Talence, Francia    | 27 settembre 1987 |              |
| Migliore prestazione europea        | Nadine Debois | 2'01"84 | Talence, Francia    | 27 settembre 1987 |              |
| Migliore prestazione dei Campionati | Irina Belova  | 2'02"75 | Spalato, Jugoslavia | 31 agosto 1990    | Europei 1990 |

La batteria unica si è corsa a partire dalle 22:12 del 18 agosto.
| Pos | Corsia | Nome              | Nazionalità   | Tempo   | Punti | Note                                     |
| --- | ------ | ----------------- | ------------- | ------- | ----- | ---------------------------------------- |
| 1   | 3      | Adrianna Sułek    | Polonia       | 2'09"49 | 972   |                                          |
| 2   | 4      | Noor Vidts        | Belgio        | 2'09"63 | 970   |                                          |
| 3   | 6      | Xénia Krizsán     | Ungheria      | 2'10"90 | 951   | Miglior prestazione personale stagionale |
| 4   | 10     | Bianca Salming    | Svezia        | 2'11"85 | 938   | Miglior prestazione personale stagionale |
| 5   | 9      | Jade O'Dowda      | Gran Bretagna | 2'12"03 | 935   | Miglior prestazione personale            |
| 6   | 12     | Sveva Gerevini    | Italia        | 2'12"65 | 926   |                                          |
| 7   | 11     | Paulina Ligarska  | Polonia       | 2'13"32 | 917   |                                          |
| 8   | 2      | Annik Kälin       | Svizzera      | 2'13"73 | 911   | Miglior prestazione personale            |
| 9   | 7      | Carolin Schäfer   | Germania      | 2'17"55 | 857   |                                          |
| 10  | 1      | Nafissatou Thiam  | Belgio        | 2'17"95 | 852   |                                          |
| 11  | 14     | Sofie Dokter      | Paesi Bassi   | 2'21"29 | 806   |                                          |
| 12  | 15     | Léonie Cambours   | Francia       | 2'22"20 | 794   |                                          |
| 13  | 13     | Yuliya Loban      | Ucraina       | 2'22"62 | 788   |                                          |
| 14  | 8      | Saga Vanninen     | Finlandia     | 2'22"76 | 786   | Miglior prestazione personale            |
| -   | 5      | Sophie Weißenberg | Germania      | dns     |       |                                          |

### Classifica Finale
La somma dei punti ha determinato i seguenti risultati finali della gara:
| Oro     | Nafissatou Thiam  | 6628 p.  | Prestazione Punti | 13"34 1074 | 1,98 m 1211 | 14,95 m 858 | 24"64 920 | 6,08 m 874  | 48,89 m 839 | 2'17"95 852 |     |     |
| Argento | Adrianna Sułek    | 6532 p.  | Prestazione Punti | 13"94 987  | 1,89 m 1093 | 14,18 m 806 | 24"54 929 | 6,55 m 1023 | 42,86 m 722 | 2'09"49 972 |     |     |
| Bronzo  | Annik Kälin       | 6515 p.  | Prestazione Punti | 13"23 1090 | 1,74 m 903  | 13,56 m 765 | 24"14 967 | 6,73 m 1082 | 46,72 m 797 | 2'13"73 911 |     |     |
| 4       | Noor Vidts        | 6467 p.  | Prestazione Punti | 13"29 1081 | 1,83 m 1016 | 13,86 m 785 | 24"14 967 | 6,31 m 946  | 41,82 m 702 | 2'09"63 970 |     |     |
| 5       | Xénia Krizsán     | 6372 p.  | Prestazione Punti | 13"77 1011 | 1,77 m 941  | 14,02 m 795 | 24"74 911 | 6,15 m 896  | 50,38 m 867 | 2'10"90 951 |     |     |
| 6       | Carolin Schäfer   | 6223 p.  | Prestazione Punti | 13"39 1066 | 1,74 m 903  | 13,68 m 773 | 24"16 965 | 5,82 m 795  | 50,18 m 864 | 2'17"55 857 |     |     |
| 7       | Jade O'Dowda      | 6187 p.  | Prestazione Punti | 13"72 1018 | 1,80 m 978  | 12,98 m 726 | 24"80 905 | 6,27 m 934  | 41,21 m 691 | 2'12"03 935 |     |     |
| 8       | Bianca Salming    | 6185 p.  | Prestazione Punti | 14"37 927  | 1,86 m 1054 | 14,26 m 811 | 26"04 794 | 5,83 m 798  | 50,15 m 863 | 2'11"85 938 |     |     |
| 9       | Paulina Ligarska  | 6090 p.  | Prestazione Punti | 14"22 947  | 1,77 m 941  | 13,78 m 779 | 24"72 913 | 6,00 m 850  | 43,94 m 743 | 2'13"32 917 |     |     |
| 10      | Saga Vanninen     | 6045 p.  | Prestazione Punti | 13"74 1015 | 1,74 m 903  | 15,08 m 866 | 25"01 886 | 5,99 m 846  | 43,95 m 743 | 2'22"76 786 |     |     |
| 11      | Sveva Gerevini    | 6028 p.  | Prestazione Punti | 13"73 1017 | 1,71 m 867  | 12,15 m 671 | 24"30 952 | 6,21 m 915  | 40,64 m 680 | 2'12"65 926 |     |     |
| 12      | Yuliya Loban      | 5846 p.  | Prestazione Punti | 14"36 928  | 1,74 m 903  | 13,99 m 793 | 25"68 825 | 6,00 m 850  | 44,77 m 759 | 2'22"62 788 |     |     |
| 13      | Sofie Dokter      | 5811 p.  | Prestazione Punti | 13"81 1005 | 1,80 m 978  | 12,78 m 713 | 24"57 927 | 5,82 m 795  | 35,82 m 587 | 2'21"29 806 |     |     |
| 14      | Léonie Cambours   | 4949 p.  | Prestazione Punti | 13"52 1047 | 1,77 m 941  | 11,95 m 658 | 24"73 785 | -           | 36,35 m 597 | 2'22"20 794 |     |     |
| -       | Sophie Weißenberg | dnf rit. | Prestazione Punti | 13"72 1018 | 1,80 m 978  | 13,26 m 745 | 24"16 965 | 6,35 m 959  | 46,73 m 797 | dns         |     |     |
| -       | Holly Mills       | dnf rit. | Prestazione Punti | 13"74 1015 | 1,74 m 903  | 13,23 m 743 | 25"11 877 | 5,72 m 765  | dns         | dns         |     |     |
| -       | Dorota Skřivanová | dnf rit. | Prestazione Punti | 13"92 990  | 1,77 m 941  | 13,24 m 743 | 24"45 938 | -           | dns         | dns         |     |     |
| -       | Anouk Vetter      | dnf rit. | Prestazione Punti | 13"37 1069 | 1,71 m 867  | 15,68 m 907 | 24"00 981 | 6,27 m 934  | dns         | dns         |     |     |
| -       | María Vicente     | dnf rit. | Prestazione Punti | 13"84 1001 | 1,74 m 903  | 13,53 m 763 | 24"18 963 | -           | dns         | dns         |     |     |
| -       | Ivona Dadic       | dnf rit. | Prestazione Punti | 13"70 1021 | 1,77 m 941  | 14,31 m 815 | dq        | dns         | dns         | dns         |     |     |
| -       | Claudia Conte     | dnf rit. | Prestazione Punti | 14"10 964  | 1,80 m 978  | 11,51 m 629 | dns       | dns         | dns         | dns         | dns | dns |
| -       | Emma Oosterwegel  | dnf rit. | Prestazione Punti | dnf        | dns         | dns         | dns       | dns         | dns         | dns         | dns | dns |
| -       | Kate O'Connor     | dns      | dns               | dns        | dns         | dns         | dns       | dns         | dns         | dns         |     |     |